# Steppa desertica delle valli lacustri del Gobi
La steppa desertica delle valli lacustri del Gobi è un'ecoregione dell'ecozona paleartica, definita dal WWF (codice ecoregione: PA1315), situata nelle regioni centrali della Mongolia.

## Territorio
La Valle dei Laghi del Gobi è una stretta valle quasi pianeggiante situata tra la catena dei monti Khangai e quelle dell'Altai del Gobi e dell'Altai della Mongolia. La valle è lunga 500 km e larga 150, ed ha un'altitudine media di 1000–1400 m. Aperta a sud-est, ospita, nella sua parte centrale, numerosi laghi: l'Orog, il Böön Tsagaan, il Taatsiin Tsagaan e l'Ulaan. Questi laghi sono alimentati dai fiumi Baidrag, Taats, Ongi e Tuin, provenienti dai monti Khangai. Durante i periodi di siccità i fiumi spesso non riescono a raggiungere i laghi e alcuni di questi, come l'Ulaan, si prosciugano. Nella valle vi sono alcune dune di sabbia intervallate da paludi salmastre. Le estati sono aride e calde, con prevalenza di venti da nord-ovest. La temperatura media annuale oscilla tra i 2 e i 6 °C, ma può variare tra i -16 °C di gennaio e i 20 °C di luglio. La regione riceve in media ogni anno tra i 50 e i 200 mm di pioggia.

## Flora
Le associazioni vegetali qui prevalenti sono: Stipa pennata-Allium polyrhizum, Stipa pennata-Cleistogenes spp., Stipa pennata-Allium polyrhizum-Anabasis spp. e Caragana spp.-Stipa pennata. Tra le specie dominanti figurano Stipa tianschanica, S. caucasica, Allium polyrhizum, Cleistogenes songorica, Anabasis brevifolia, Ajania achilleoides e Caragana pygmaea. Associazioni di Anabasis spp. e di Salsola passerina-Anabasis spp. si incontrano nelle aree più depresse e nei bacini dei laghi. Tra le specie di arbusti presenti attorno ai laghi vi sono Caragana pygmaea, C. bungei, Krascheninnikovia ceratoides, Salsola arbuscula, S. passerina, Artemisia xanthochloa, Kalidium gracile, Reaumuria soongarica, Haloxylon ammodendron, mentre varie specie alofile crescono nelle distese salate (per esempio, Salsola passerina, S. abrotanoides, Anabasis brevifolia e Kalidium gracile).

## Fauna

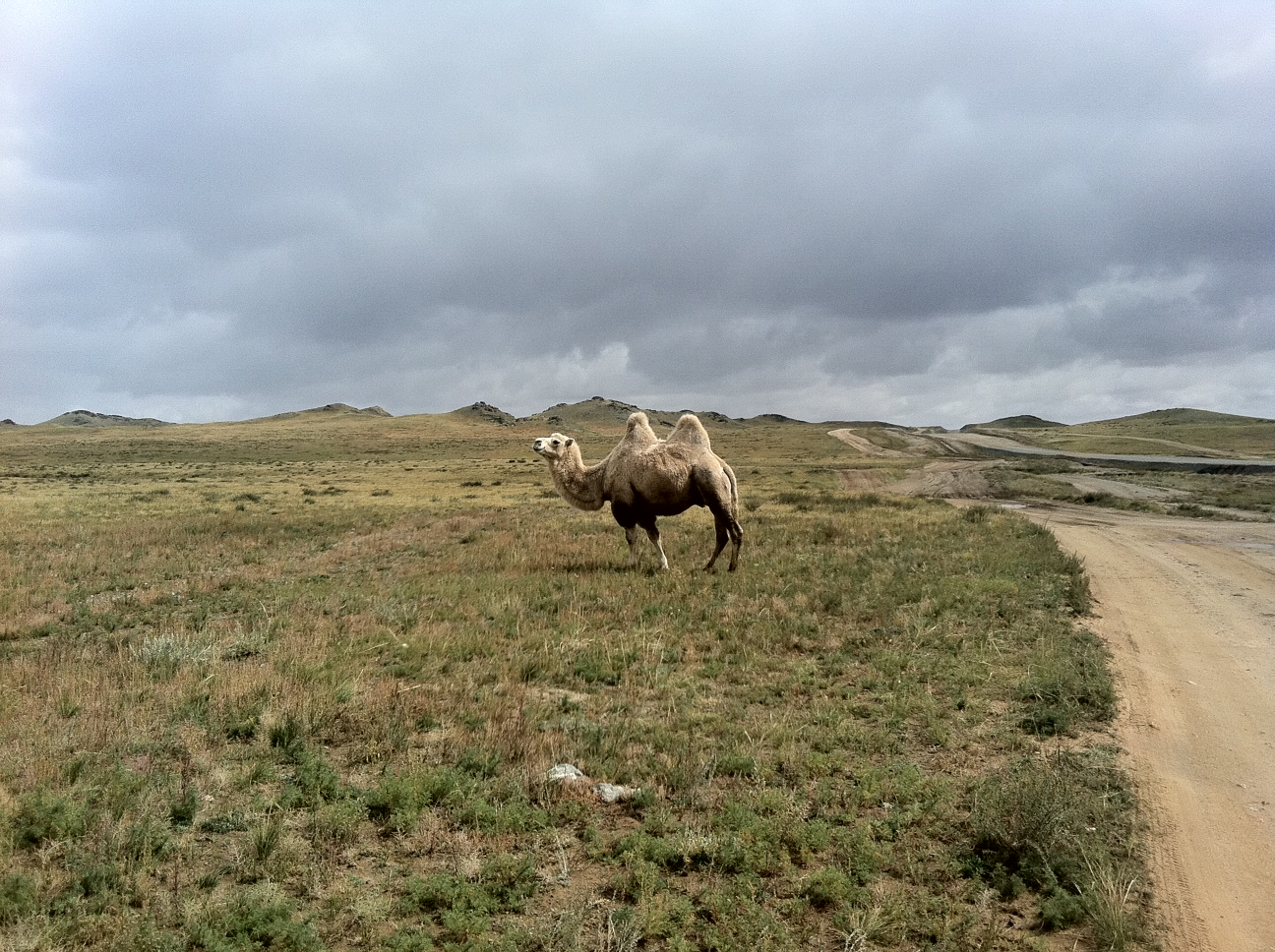
Cammello nella provincia di Bajanhongor, Mongolia

La fauna della Valle dei Laghi del Gobi è costituita per lo più da specie adattatesi ad habitat desertici o semidesertici o proprie delle zone umide. Tra i mammiferi più numerosi figurano il merione del Mezzogiorno (Meriones meridianus), il gerboa del Gobi (Allactaga bullata), il criceto della Zungaria (Phodopus sungorus), varie specie di pika (Ochotona spp.), il ricchio dalle orecchie lunghe (Hemiechinus auritus) e la lepre del deserto (Lepus tibetanus). Nelle steppe di pianura vivono la gazzella gozzuta (Gazella subgutturosa) e la gazzella della Mongolia (Procapra gutturosa), mentre nelle aree montuose sono comuni l'argali (Ovis ammon) e lo stambecco siberiano (Capra sibirica). Tra i predatori ricordiamo il lupo (Canis lupus), la volpe rossa (Vulpes vulpes), la volpe corsac (V. corsac) e il gatto di Pallas (Otocolobus manul) nelle regioni montuose, e la donnola degli Altai (Mustela altaica), l'ermellino (M. erminea), la puzzola delle steppe (M. eversmanii) e la donnola (M. nivalis) nelle zone di pianura.
Le sponde dei laghi e le zone umide costituiscono habitat importanti per varie specie di uccelli acquatici quali il cormorano comune (Phalacrocorax carbo), l'oca selvatica (Anser anser), la casarca comune (Tadorna ferruginea), il germano reale (Anas platyrhynchos) e la folaga comune (Fulica atra). Il nibbio bruno (Milvus migrans), la monachella del deserto (Oenanthe deserti), l'allodola eurasiatica (Alauda arvensis), l'allodola golagialla (Eremophila alpestris) e il corvo imperiale comune (Corvus corax), invece, sono comuni in ogni parte dell'ecoregione.
Tra i rappresentanti più comuni di anfibi e rettili ricordiamo il rospo della Mongolia (Strauchbufo raddei), l'agama testa di rospo Phrynocephalus versicolor, l'eremia del Gobi (Eremias przewalskii), il colubro delle steppe (Elaphe dione) e la vipera siberiana (Gloydius halys).
Tra i pesci, ricordiamo Oreoleucicus potanini, ormai divenuto molto raro a causa della pesca eccessiva, e i più numerosi Coregonus peled, Thymallus arcticus, Barbatula toni e Triplophysa strauchii, che popolano in gran numero fiumi e laghi.
Numerosi gruppi di insetti (Orthoptera, Homoptera, Tenebrionidae, Meloidae, Curculionidae e Scarabaeidae) si sono ben adattati a quest'arida steppa desertica. La diversità degli insetti è strettamente correlata con la presenza di specie di piante dei generi Caragana e Artemisia, abbondanti in tutta la valle. Specie endemiche della Mongolia sono Crosita kowalewskyi e C. matronula.

## Conservazione
Il suolo della valle è estremamente vulnerabile alla desertificazione provocata dal pascolo eccessivo. Nel giro degli ultimi 10 anni la Mongolia è passata ad un'economia di mercato. Ciò ha portato ad un forte aumento della disoccupazione e alla conseguente crescita del numero di persone che allevano il bestiame. L'aumento del bestiame, a sua volta, ha provocato un impoverimento dei pascoli e una maggiore vulnerabilità alla desertificazione.